# St. Nikolaus (Niederwinzer)

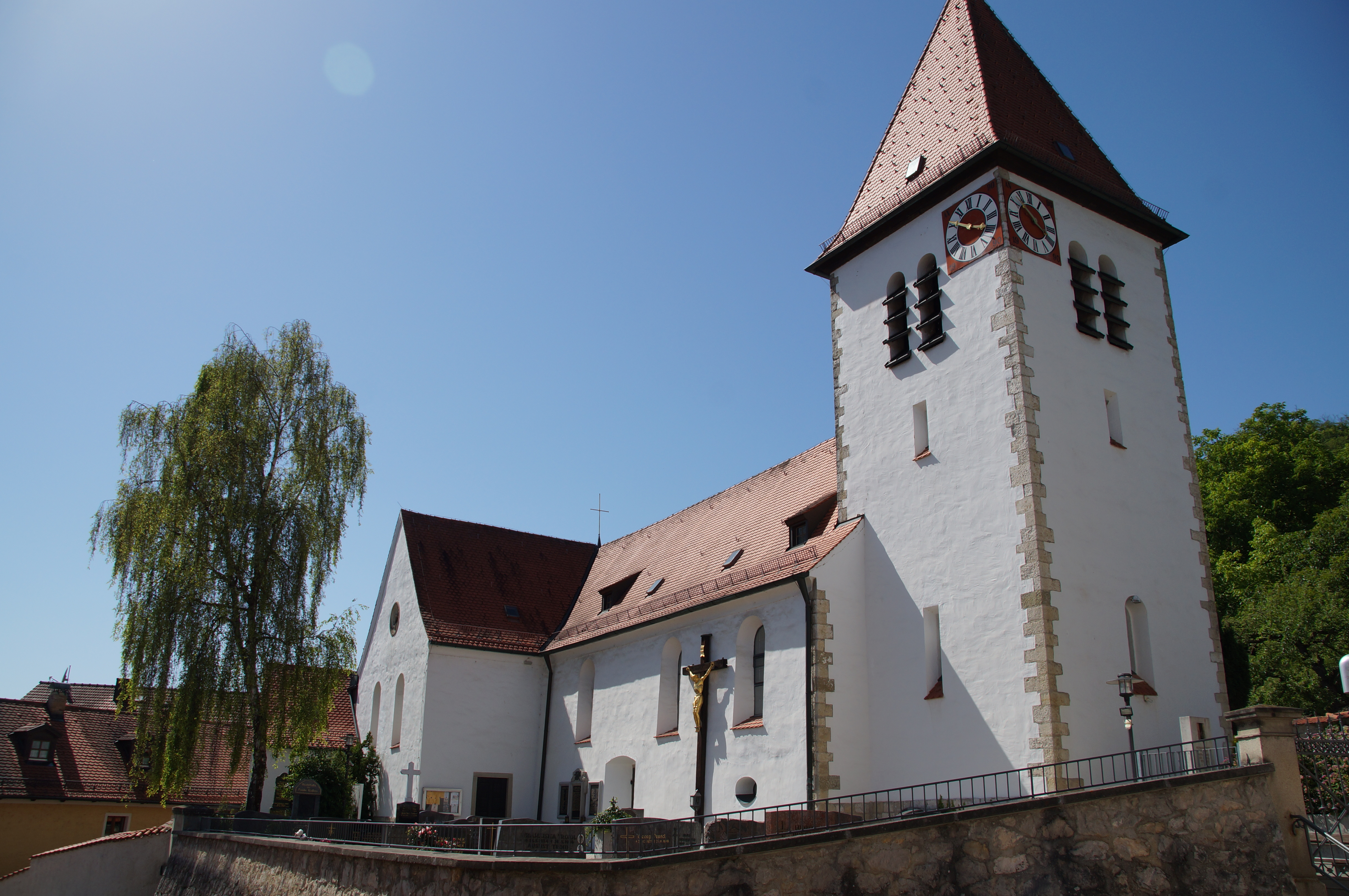
Katholische Pfarrkirche St. Nikolaus

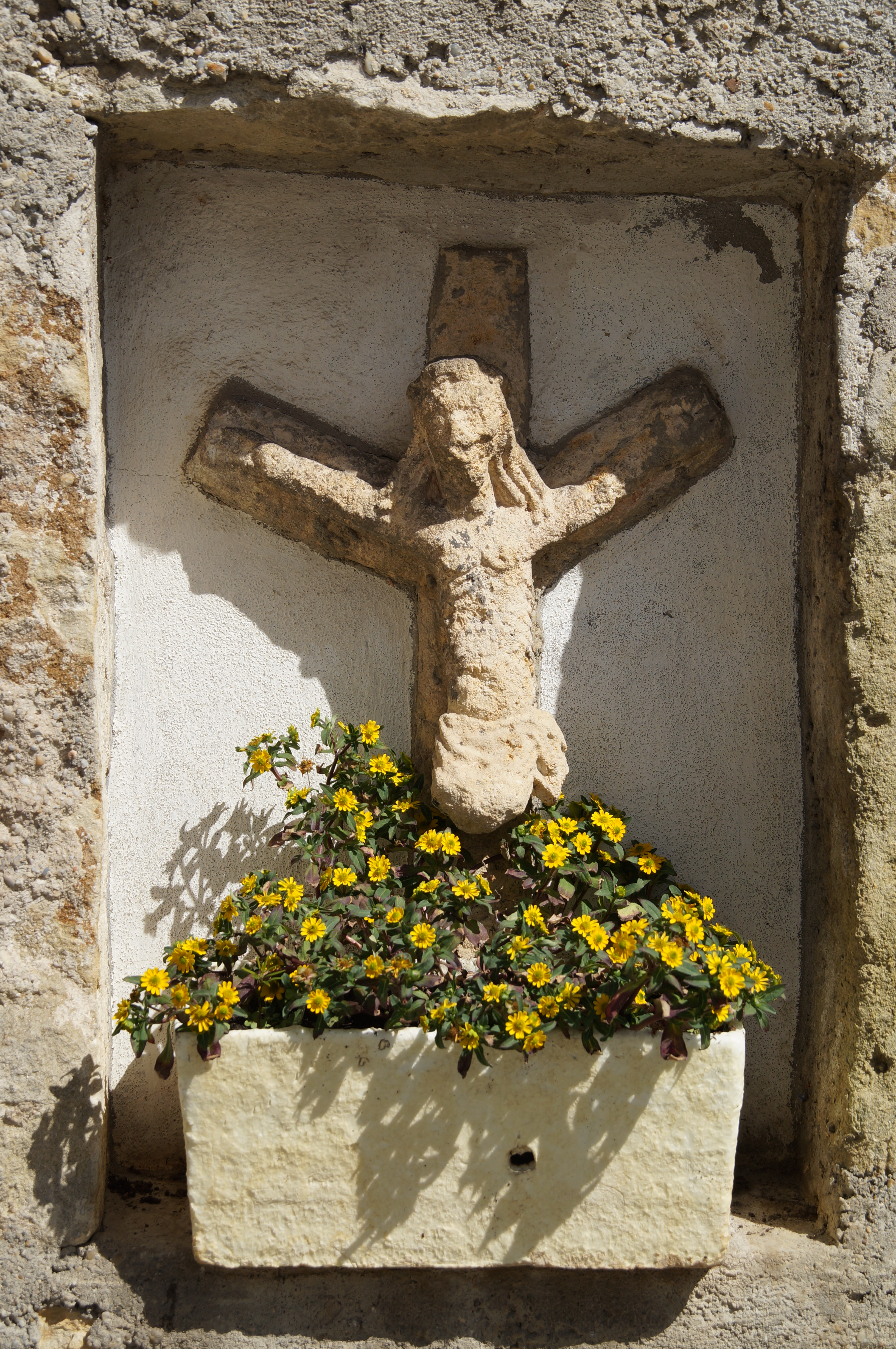
Steinkreuz in der Friedhofsmauer

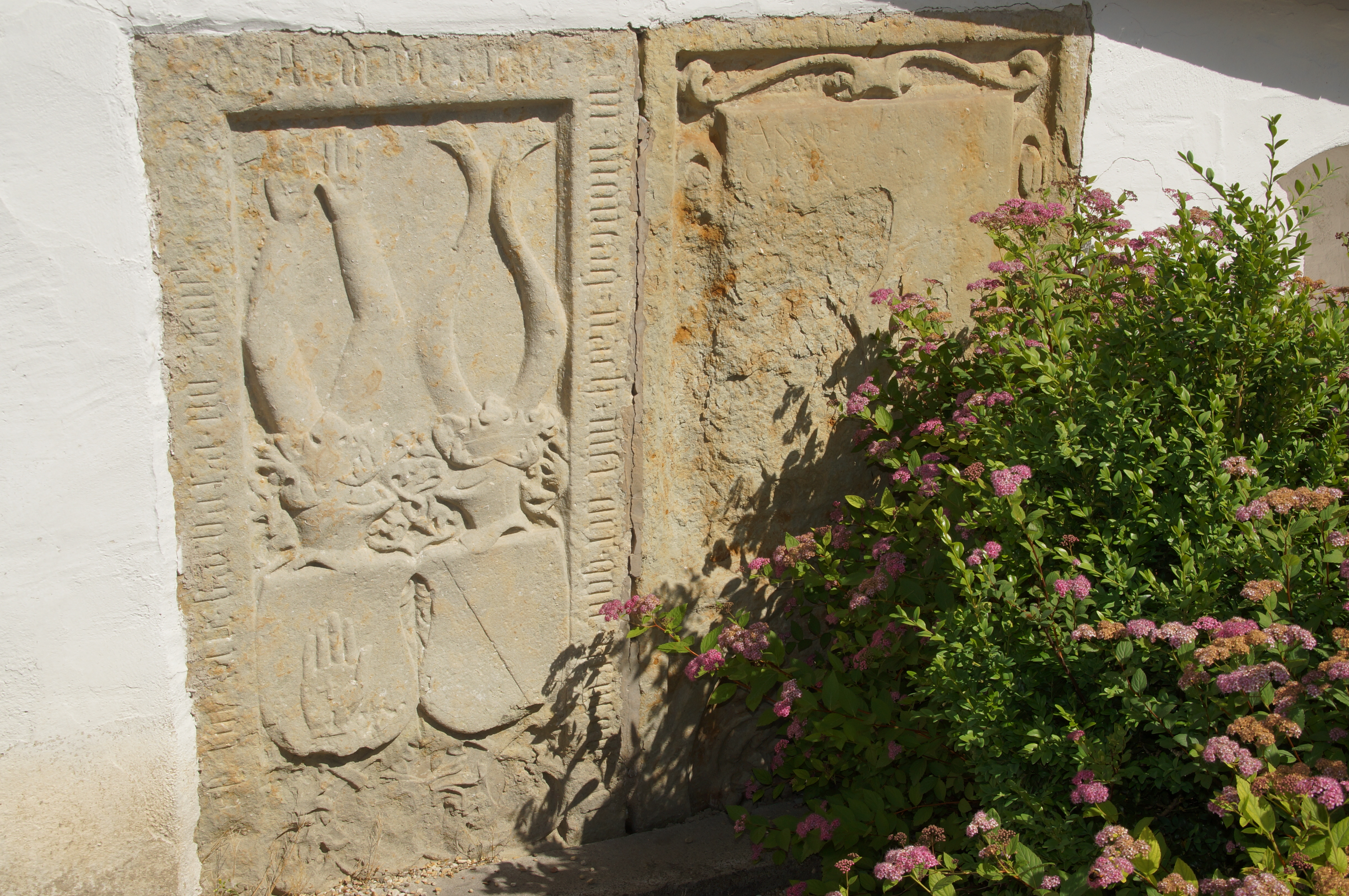
Relief in der Friedhofsmauer

Die katholische Pfarrkirche St. Nikolaus steht am Winzersteig 3 im Stadtteil Niederwinzer von Regensburg.
Die ehemalige Chorturmkirche ist ein im Kern aus dem 13. Jahrhundert stammender Saalbau mit Ostturm, westlichem Querhaus und eingezogenem Chor und Langhaus. 1905 erfolgte eine Umorientierung nach Westen mit Chor und Querhaus. Die ursprünglich romanische Kirche wurde im Inneren nachträglich barockisiert. 1937 musste der baufällige Turm von Heinrich Hauberrisser durch einen Neubau ersetzt werden. Die Friedhofsmauer mit Reliefs und Grabsteinen stammt aus dem 15. bis 17. Jahrhundert.

## Orgel
Im Inneren der Kirche befindet sich eine bemerkenswerte Orgel: Sie wurde 1896 als Opus 52 von Binder & Siemann erbaut und ist mit geringfügigen Änderungen weitgehend im Original erhalten. Sie ist zudem die letzte nachweisbare mechanische Kegelladenorgel der Firmengeschichte; Die Disposition der Orgel lautet:
| Manual C–f3 |            |    |
| 1.          | Prinzipal  | 8′ |
| 2.          | Gedeckt    | 8′ |
| 3.          | Salicional | 8′ |
| 4.          | Gamba      | 8′ |
| 5.          | Oktave     | 4′ |
| 6.          | Oktav      | 2′ |
| 7.          | Mixtur III |    |

| Pedal C–d1 |        |     |
| 8.         | Subbaß | 16′ |

- Koppel: Manual/P
- Spielhilfe: Fortetritt (Tutti)

## Glocken (fünfstimmiges erweitertes Parsifal-Geläute: c’-es’-f’-as’-c’’)
Alle fünf Glocken (Gesamtgewicht ca. 4500 kg) wurden 1946 von Karl Hamm in Regensburg gegossen.